# The Old Man (Südgeorgien)
The Old Man (englisch für Der alte Mann) ist eine Landspitze an der Nordküste Südgeorgiens. Am Südufer der Cook Bay liegt sie zwischen dem Squire Point und dem Sheep Point.
Der Name der Landspitze ist erstmals auf einer Landkarte der britischen Admiralität aus dem Jahr 1938 verzeichnet.